# Stojan Madanschiew
Stojan Georgiew Madanschiew (bulgarisch Стоян Георгиев Маданжиев; englische Transkription Stoyan Georgiev Madanzhiev; * 1990 oder 1991) ist ein professioneller bulgarischer Pokerspieler. Er gewann 2020 das Main Event der World Series of Poker Online.

## Pokerkarriere
Seine ersten beiden Geldplatzierungen bei Live-Turnieren erzielte Madanschiew Ende Juli 2013 bei der Eureka Poker Tour in Warna. Im Januar 2019 belegte er beim Main Event des Merit Poker Western auf Zypern den 14. Platz und erhielt 10.800 US-Dollar. Auf Malta gewann der Bulgare im Oktober 2019 ein Event der Variante Short Deck Hold’em Ante Only und damit sein erstes Live-Turnier sowie eine Siegprämie von über 3000 Euro. Im August und September 2020 spielte Madanschiew auf der Onlinepoker-Plattform GGPoker mehrere Turniere der World Series of Poker Online und erzielte vier Geldplatzierungen. Am 5. September 2020 setzte er sich beim Main Event der Turnierserie durch und sicherte sich ein Bracelet sowie eine Siegprämie von knapp 4 Millionen US-Dollar. Im November 2021 erzielte der Bulgare zwei Geldplatzierungen bei der World Series of Poker Europe im King’s Resort in Rozvadov. Bei der Triton Series im nordzyprischen Kyrenia kam er im Mai 2023 bei zwei Events auf die bezahlten Plätze und sicherte sich über 75.000 US-Dollar. Bei der World Series of Poker im Horseshoe Las Vegas und Paris Las Vegas beendete Madanschiew das Main Event auf dem mit 35.000 US-Dollar dotierten 521. Rang.
Insgesamt hat er sich mit Poker bei Live-Turnieren mehr als 250.000 US-Dollar erspielt.